# Folkehelseinstituttet
Folkehelseinstituttet (FHI) är sedan 2007 ett statligt norskt förvaltningsorgan, som är underställt Helse- og omsorgsdepartementet med en direktör som chef, motsvarande en svensk generaldirektör. Närmast motsvarar FHI den svenska Folkhälsomyndigheten som bildades 2014 och som fick en i stora drag liknade utformning som FHI. Geografiskt är FHI lokaliserat med två enheter i Oslo och en i Bergen.
Organisatoriskt är FHI uppdelat i fyra huvudansvarsområden som inom respektive område bedriver forskning, hälsoanalyser och information till myndigheter och allmänhet. Inom de olika ansvarsområdena finns register över hälsa och sjukdomar inom landet och de har huvudansvaret för fackmannamässiga internationella kontakter.

## Området for psykisk og fysisk helse
Detta område arbetar med inriktning på orsaker som har betydelse för fysisk och psykisk hälsa samt missbruk med särskild inriktning på sjukdomsförekomst, orsaker och vilka förebyggande åtgärder som kan vidtas. Man har spetskompetens inom epidemiologi och hälsostatistik inklusive analyser av sjukdomsbörda och utvärderar folkhälsoinsatser inom området.

## Området for smittevern, miljø og helse
Detta område arbetar med bedömning kring exponering av olika miljöfaktorer liksom om smittämnen och smittsamma sjukdomar. Man håller registret över smittsamma sjukdomar "MSIS" som ingår som ett centralt underlag vid bedömningen av epidemiologin kring smittsamma sjukdomar. Man har även nationell laboratorieverksamhet för framför allt sällan förekommande smittsamma ämnen och sjukdomar.

## Området for helsedata og digitalisering
Området har forsknings- og förvaltningsexpertis på hälsoregister, befolkningsbaserade hälsoundersökningar, biobankar och IT med e-hälsa och digitalisering. Registreringsbaserad forskning och hälsoanalys utgör grundmaterialet. Därtill forskas inom genetisk och liknande, som är relaterat till biobanksmaterial. Inom verksamheten finns spetskompetens för bioinformatik.

## Området for helsetenester
Verksamheten har en omfattande huvuduppgift, att förse beslutsfattare på alla nivåer inom hälso- och omsorgsverksamheter med kunskapsunderlag, från centrala myndigheter till kommunala hälsovårdstjänster. Man har spetskompetens att genomföra kunskapssammanställningar, metodutvärderingar och undersökningar av erfarenheter som finns bland framför allt hälso- och sjukvårdspersonal samt göra kvalitetsutvärderingar och kvalitetsförbättringar inom kommunal hälso- och sjukvård.